# Funder Bakke
Funder Bakke er en bydel i Silkeborg, beliggende 6 km sydvest for centrum. Den grænser til Funder mod sydvest og Lysbro mod nordøst.
Funder Bakke hører til Funder Sogn. Funder Kirke ligger i Funder Kirkeby 5 km vest for Funder Bakke.

## Bakken
Vejen Funder Bakke, der tidligere var en del af primærrute 15, er en af Danmarks stejleste bakker at cykle på. Den er 1300 meter lang og stiger 68 højdemeter med en gennemsnitlig stigningsprocent på 5,2. 

## Historie
Der har været teglværk i området. Midt i 1900-tallet begyndte det at blive bebygget som parcelhuskvarter. Dets veje er opkaldt efter mindre danske øer.